# غونار بيرسون (فنان قصص مصورة)
غونار بيرسون (بالسويدية: Gunnar Persson)‏ هو فنان قصص مصورة سويدي، ولد في 13 أكتوبر 1933 في Storvik, Sweden ‏ في السويد، وتوفي في 8 أبريل 2018.